# سارگپه ماداگاسکار
سارگپه ماداگاسکار (نام علمی: Buteo brachypterus) نام یک گونه از سرده سارگپه است.